# 大坪林 (苗栗縣三灣鄉)
大坪林，是臺灣苗栗縣三灣鄉的一個傳統地域名稱，位於該鄉西南部。相較於今日行政區，其範圍大致與大坪村相近。

## 歷史
台灣清治末期至日治初期，大坪林地區為一街庄，稱為「大坪林庄」，隸屬於竹南一堡。該庄西北與濫坑庄為鄰，東北與永和山庄為鄰，東南邊為大河底庄，西南邊隔南港溪與大桃坪庄、赤崎仔庄。
1901年（日治明治三十四年）11月，全台廢縣廳改設二十廳，該庄隸屬於新竹廳。1909年（明治四十二年）10月，合併二十廳為十二廳，該庄隸屬不變。1920年（大正九年），廢十二廳改設五州二廳，該庄改制為「大坪林」大字，隸屬於新竹州竹南郡三灣庄。
戰後三灣庄改制為三灣鄉，隸屬於新竹縣，大字亦改制為村。1950年桃、竹、苗分治，三灣鄉改隸屬於苗栗縣。

## 聚落
本地區發展較早的聚落有下雙坑、大桃坪、二十四份、南坪角等，在日治期初期的官方地圖上已有記載。此外，本地區尚有內大坪、桃坪、大坪林、黃屋、刀石坑、暗缸董、箭竹坑等聚落。

## 交通
鄉道苗14線是九車籠至大河底的道路，大致以西向東轉南南東再轉東經過大坪林地區西南部及南部臨溪谷地帶。由該道路向西可前往大桃坪的中間坑、赤崎仔、造橋、淡文湖西南側並止於省道台1線路口，向東轉西北再轉東北可前往大河底並止於省道台3線。
鄉道苗17線是斗煥坪至暗潭坑的道路，大致以東北—西南走向蜿蜒經過本地區。由該道路向東北可前往永和山、內灣、斗換坪東側並止於縣道124號路口，向西南可前往大桃坪的中間坑後轉東南與鄉道苗14線共線，其後轉南獨行，經五寮窩、九芎坑後止於暗潭坑西側山區。